# Solaiman Ramdani
 (mai 2020).
Solaiman Ramdani, né le 7 octobre 1996 à Ruremonde (Pays-Bas), est un joueur international néerlandais de futsal.

## Biographie
Solaiman Ramdani naît en 1996 à Ruremonde aux Pays-Bas. Il grandit dans une famille marocaine originaire de Nador. 
Le 16 avril 2019, il reçoit sa première sélection sous le maillot orange des Pays-Bas, lors d'un match contre la Moldavie (défaite, 5-3).